# Бони Лејк (Вашингтон)
Бони Лејк (енгл. Bonney Lake) град је у америчкој савезној држави Вашингтон. По попису становништва из 2010. у њему је живело 17.374 становника.

## Демографија
Према попису становништва из 2010. у граду је живело 17.374 становника, што је 7.687 (79,4%) становника више него 2000. године.
| Група             | 2000.         | 2010.          |
| Белци             | 8.908 (92,0%) | 14.848 (85,5%) |
| Афроамериканци    | 58 (0,6%)     | 223 (1,3%)     |
| Азијати           | 123 (1,3%)    | 417 (2,4%)     |
| Хиспаноамериканци | 298 (3,1%)    | 1.063 (6,1%)   |
| Укупно            | 9.687         | 17.374         |